# Col·lagenasa
La col·lagenasa és un enzim, més específicament una metaloproteinasa de matriu que trenca els enllaços peptídics dels col·làgens que poden ser tipus (I, II, III, IV, V) i que conté zinc. Són una família d'enzims de diversos orígens cel·lulars i especificitats per diferents substrats. Aquests enzims també ajuden a destruir estructures extracel·lulars a la fagogènesi dels bacteris com ara el clostridium. Aquests enzims a part de degradar el col·lagen, com són MMP (metaloproteinasa de matriu), inactiven l'AAT i activen la TNF-alfa. La col·lagenasa actua principalment sobre teixit connectiu en cèl·lules musculars i en algunes altres parts del cos.
La col·lagenasa pot ser produïda durant una resposta immunològica, per la citocina que estimula cèl·lules com els fibroblasts i els osteoblasts, requereixen ions de calci per entrar en activitat.